# エレキハチマキ
エレキハチマキ（ELEKI HACHIMAKI）は、日本のロックバンド。1993年3月に福岡で結成。プロモーション・ビデオやCDジャケットは主に写真家の常盤響が担当している。

## メンバー
坂井壱郎
ボーカルと作詞・作曲を担当。現在はDJとして活動する傍らインリン・オブ・ジョイトイのマニピュレーターとしても活動している。
後藤孝広
エレキハチマキのリーダー。ベース、作詞・作曲を担当。脱退後、DJユニット「AFTERFIVE」を結成。現在はオリジナル曲を中心としたMIX構成でDJとしても活動中である。
武田裕之
サックス、トランペット担当。現在、福岡でサポートミュージシャンとして活躍。

## 名前の由来
ユニット名を考えながら福岡の西通りを歩いてた三人は、エレキの後の名を考えていた。最初は、カニ道楽の看板を見たメンバーがエレキカニなど、その辺に見える物を適当に言っていたが、突然後藤がハチマキと言い、それに反応した坂井がハチマキに決定してしまう。初期は「エレキ8マキ」と表記していたが、福岡のタウン誌に「エレキ&マキ」と誤植されたため、エレキハチマキと改名した。

## 略歴
1993年、ラップユニットを解散したばかりの坂井が、生楽器を取り入れた形のラップユニットを作ろうと思い、昔のバンド仲間の後藤、武田に声をかけた。
初期はかなりヒップホップ色の強いユニットだった。
1995年にFM福岡のオーディションにテープを送ったら、オーディションライブに参加することになり、そのライブで優勝してファンハウスからCDを出すことになった。武内享プロデュース「S.H.W.P」ワンショットのみ。
1997年、ファンハウスとはシングル1枚の契約で終了したため、自主制作CDを作ることになる。同年、坂井がビクターにデモテープを送り、後藤が九州吉本のスタッフに自主制作CDを渡した。
同時に2つの会社から高評価を得、若干年齢を気にした会社があったが、ビクターと吉本興業が一緒にやることになり、メンバーは上京。
1998年、ビクター・エンタテインメントからメジャーデビュー。6月にシングル「ブルージーンズ」発表。
2000年4月にリリースのシングル「BLOW YOUR LIFE」が、三ツ矢サイダーのCMソングになり、HEY!HEY!HEY! MUSIC CHAMPやポップジャムなどのTV番組に出演。
2018年、活動再開。同年9月にMUSIC CITY TENJIN 2018に鮎川陽子をゲストヴォーカルに迎え出演。

## ディスコグラフィ

### その他
| リリース日 | タイトル                         |  |
| ---------- | -------------------------------- |  |
| 1997年3月  | エレキハチマキ（インディーズ盤） |  |

## タイアップ一覧
| 使用年 | 曲名             | タイアップ                                 |
| ------ | ---------------- | ------------------------------------------ |
| 2000年 | BLOW YOUR LIFE   | アサヒ飲料「三ツ矢サイダー」CMソング       |
| 2000年 | HEART OF THE SUN | 日本テレビ系『フジリコ』エンディングテーマ |